# Los celos de Cándida
Los celos de Cándida es una película argentina en blanco y negro que fue dirigida por Luis Bayón Herrera y estrenada el 5 de junio de 1940. Pertenece a la serie Cándida, protagonizada por Niní Marshall, y donde siempre es acompañada en todas sus divertidas aventuras y desventuras llenas de gracia y picardía por otro genio del humor: el comediante Augusto Codecá; secundados por otros personajes que iban rotando de acuerdo a las peripecias que se le presentaban en el camino entre ellos figuraban Héctor Quintanilla, Aída Luz y Jorge Luz quien debutaba en el cine haciendo una pequeña participación personificando a un chico atolondrado y pícaro. 

## Sinopsis
Cándida, una sirvienta gallega, y su marido están de luna de miel en Mar del Plata cuando ganan una gran suma de dinero en el casino, lo cual les permite adquirir un hotel en Buenos Aires.

## Elenco
- Niní Marshall
- Augusto Codecá
- Héctor Quintanilla
- Aída Luz
- Jorge Luz
- Elsa Marval
- Morena Chiolo